# Indiai kard

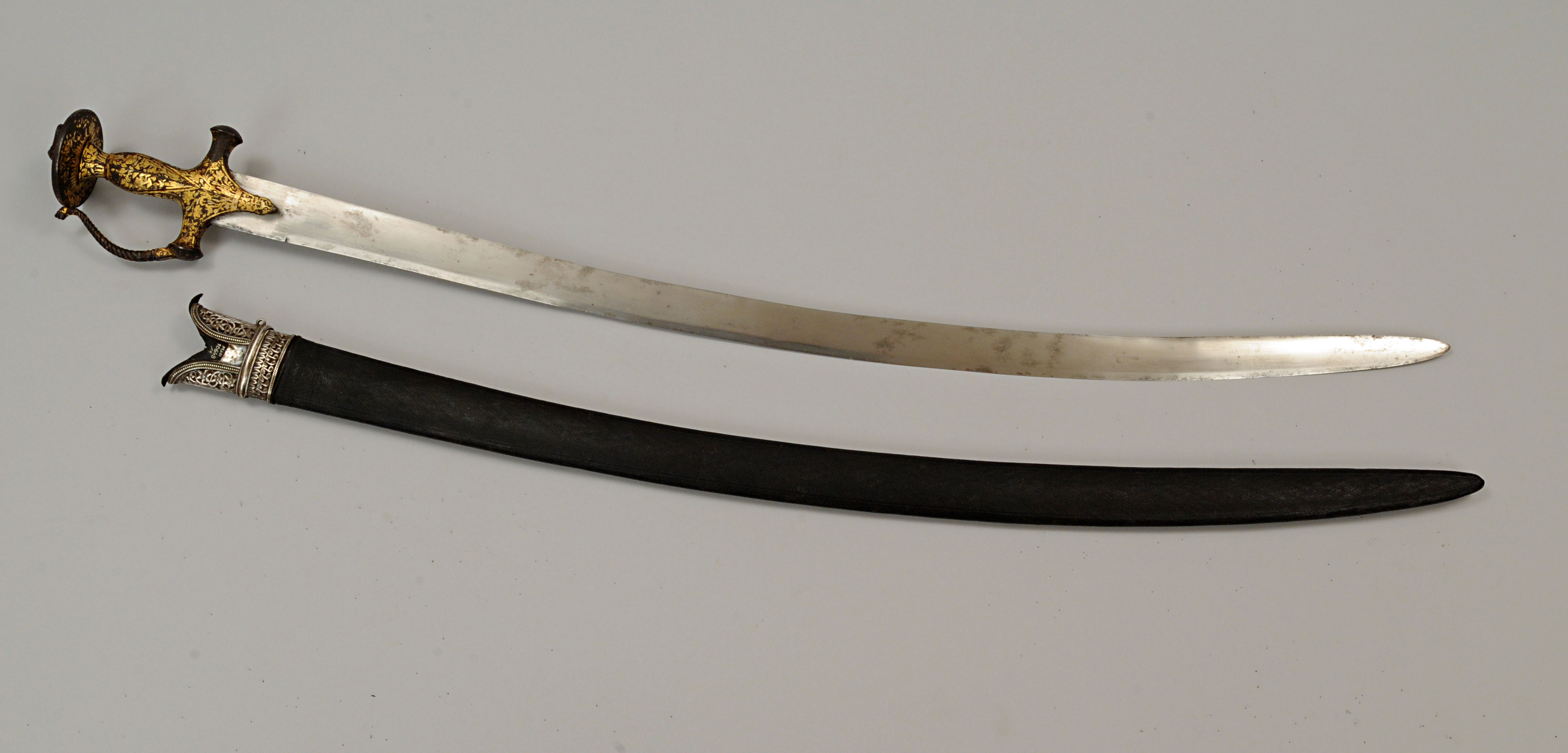
Egy talvar kard

Számos olyan kard létezik, amely Indiából származik, és a hadviselés története során mindvégig használatban volt.

## Ismertető
Az indiai szubkontinensen az Indus-völgyi civilizáció idejéből került elő az egyik legkorábbi bronzkori rézből készült kard. Az indiai szubkontinens Gangesz-Dzsamuna Doab régiójában talált régészeti leletek között előkerültek bronzból, de gyakrabban rézből készült kardok. Fatehgar-ban is találtak kardokat, ahol többféle markolatváltozatot is felfedeztek. Ezeket a kardokat időszámításunk előtt 1700 és 1400 közötti időkre datálták. A Raichur-ban található Kallur-i lelőhelyen is találtak kardokat ebből az időszakból.
Általában az egykezes kardok használata volt elterjedt, hogy pajzsot is magukkal vihessenek. Ugyanakkor egyes indiai népek, például az asszami nagák kétkezes kardokat is alkalmaztak.
Az indiai kardokat a középkor óta az arabok és az európaiak is használták.
A kardok India ikonográfiáját és kultúráját is befolyásolták. A szikhek a kardot szentnek tartják, jelképük egy khanda kardot ábrázol, amelyet egy kör (csakra) és két másik, ívelt pengéjű kard vesz körül.

## Indiai kardok listája
- Aruvál (machete)
- Aszi (kard)
- Ájudha kati (kard).
- Bicshuva (tőr).
- Firángi (phirángi), kard.
- Gupti (tőr)
- Hengdang (kard)
- Katár (tőr)
- Kájamkulám vál (kard)
- Khanda (szanszkrit खड्ग Khadga), kard.
- Kirpán (tőr)
- Kukri (nepáli:खुकुरी khukuri), kés.
- Malappuram katti (tőr)
- Nandaka (kard)
- Moplah (kad)
- Pata (kard)
- Pes-kabz (kés)
- Picsangatti (kés)
- Ram-dao (kard)
- Talvar (kard)
- Urumi (kard)

## Fordítás
Ez a szócikk részben vagy egészben  az   indian sword című angol Wikipédia-szócikk ezen változatának fordításán alapul.  Az eredeti cikk szerkesztőit annak laptörténete sorolja fel. Ez a jelzés csupán a megfogalmazás eredetét és a szerzői jogokat jelzi, nem szolgál a cikkben szereplő információk forrásmegjelöléseként.